# جانغ هايونغ سيوك
جانغ هايونغ سيوك مواليد 7 يوليو 1972 في كوريا الجنوبية، هو لاعب كرة قدم كوري جنوبي. يلعب كمدافع. مثّل منتخب كوريا الجنوبية لكرة القدم. سبق له أن لعب في كأس العالم لكرة القدم مع منتخب بلاده.

## المسيرة الاحترافية

### أندية لعب لها
- نادي أولسان هيونداي
- نادي سول
- جيجو يونايتد

## روابط خارجية
- جانغ هايونغ سيوك على موقع الاتحاد الدولي (مؤرشف)  (الإنجليزية)
- جانغ هايونغ سيوك على موقع دوري كوريا الجنوبية (الإنجليزية)
- جانغ هايونغ سيوك على موقع قاعدة بيانات كرة القدم.إي يو (الإنجليزية)
- جانغ هايونغ سيوك على موقع ناشيونال فوتبول تيمز (الإنجليزية)
- جانغ هايونغ سيوك على موقع Soccerway.com (الإنجليزية)